# Савельев, Иван Кузьмич
Иван Кузьмич Савельев — русский поэт, прозаик и переводчик. Издал свыше тридцати книг поэзии и публицистики. Написал и издал семь романов. Является лауреатом Международной премии имени М. А. Шолохова, кавалером «Ордена В. В. Маяковского». С 1990 года был руководителем аппарата комиссии по культурному наследию Верховного Совета РСФСР. Состоит членом Союза писателей России с 1972 года.

## Биография
Родился на Смоленщине 9 октября 1937 года и жил в оккупации детские годы. Войне посвящена его поэма «Отец».
Первые стихи Савельев были напечатаны в районной газете, когда ему было 14 лет, в 16 лет стихотворение «Сын танкиста» было опубликовано газетой «Орловский Комсомолец». Учился в Болховской школе киномехаников, на Орловщине, в 1959 году окончил с отличием Воронежский кинотехникум, служил в армии, с 1962 по 1967 годы учился на факультете журналистики Московского университета, совмещая занятия с работой в газете «Комсомольская Правда». После окончания университета работал в московских издательствах на протяжении 7 лет и возглавил Главную редакцию художественной литературы издательства «Радуга».
С 1990 года был руководителем аппарата комиссии по культурному наследию Верховного Совета РСФСР до переворота 1993 года. Будучи работником Верховного Совета, стал прямым участником этих событий, о чем написал книгу политической публикации «Бесы августа — палачи октября» (Записки Блокадника).
В 1994 году окончил Академию народного хозяйства при правительстве РФ, став магистром государственного управления.

## Тематика произведений
Тематика поэта широка в диапазоне: любовная лирика и стихи о природе, поэзия высокой гражданственности (недоступная ссылка), стихи о науке, философская лирика, а также единства Человека и Вселенной. Вершинным достижением поэта в стихах стала поэма «Мыслящий Геном». Поэзия Савельева метафорична, особое внимание он уделяет рифме, продолжая и развивая традиции Маяковского и Пастернака.
Савельев развивает поэтические традиции Леонида Мартынова. Это наблюдается в последней из книг — в научно-фантастическом романе «Фрактальное время, или Генетические войны».
В 2008-м и 2009-м годах вышел двухтомник Ивана Савельева: роман «В Белые Столбы на белом коне» и книга стихов и поэм «Стражник времени».
В 2010-м годы в издательстве «Смядынь» в Смоленске вышла книга поэта «Работающий глагол».
Книги поэта издавались на английском, болгарском и венгерских языках.

## Личная жизнь
Жена Галина, дочь Татьяна.

## Награды
Дауреат Международной премии имени М. А. Шолохова, кавалер «Ордена В. В. Маяковского». Состоит членом Союза писателей России с 1972 года.

## Произведения
- «Ржаная Ночь» (1969)
- «Граница Чувства» (1971)
- «Ключ — Земля» (1975)
- «Гармония» (1979)
- «Четвертая Дорога» (1980)
- «Требуется Поэт!» (1981)
- «Привязанность» (1982)
- «Свет Очага» (1982)
- «Избранное» (1986)
- «Знак Судьбы» (1987)
- «В калуарах власти или проданная Россия» (1992)
- «Бесы Августа — Палачи Октября (Записки Блокадника)» (1994)
- «Расправа». Роман. (1996)
- «Свеча Полыни» (1997)
- «Побег под миражами». Роман. (1999)
- «Каста Неприкасаемых». Роман. (1999)
- «Оборванная Спираль». Роман. (2000)
- «Провал» (2005)
- «Золотое Сечение» (2005)
- «В Белые Столбы на белом коне». Роман. (2008)
- «На расстоянье вздоха» (2008)
- «Стражник Времени» (2009)
- «Фрактальное Время или Генетические Войны». Роман. (2009)
- «Работающий Глагол» (2010)